# 19454 Henrymarr
19454 Henrymarr (1998 FX127) là một tiểu hành tinh vành đai chính được phát hiện ngày 25 tháng 3 năm 1998 bởi nhóm nghiên cứu tiểu hành tinh gần Trái Đất phòng thí nghiệm Lincoln ở Socorro.